# تیگران داوتیان (سیاستمدار)
تیگران ماوری داوتیان (Տիգրան Մավրի Դավթյան؛ زادهٔ ۴ ژوئن ۱۹۶۱) یک سیاستمدار اهل ارمنستان است که از تاریخ ۲۱ آوریل ۲۰۰۸ تا تاریخ ۱۷ دسامبر ۲۰۱۰ در دولت تیگران سارگسیان سمت وزیر دارایی ارمنستان و از تاریخ ۱۷ دسامبر ۲۰۱۰ تا تاریخ ۸ مه ۲۰۱۳ در همان دولت سمت وزیر اقتصاد ارمنستان را برعهده داشت.

## زندگی‌نامه
در ۴ ژوئن ۱۹۶۱ در ایروان به دنیا آمد و از دانشگاه دولتی مسکو و دانشگاه دولتی اقتصاد ارمنستان فارغ‌التحصیل شد. وی همچنین برنده نشان آنانیا شیراکاتسی شده‌است.